# Dissen am Teutoburger Wald
Dissen am Teutoburger Wald is een gemeente in de Duitse deelstaat Nedersaksen, gelegen in het Landkreis Osnabrück. De stad telt 10.242 inwoners. Naburige steden zijn onder andere Bad Essen, Bad Iburg en Bad Laer.

## Geografisch overzicht

### Geografische locatie
Dissen ligt op de zuidelijke helling van het Teutoburgerwoud bij de overgang naar Oost-Westfalen. Het hoogste punt is de Hankenüll (307 meter) aan de noordoostelijke stadsgrenzen. Van oost naar west strekt het stedelijk gebied zich ongeveer acht kilometer uit, van noord naar zuid ongeveer tien kilometer. Het landgebruik is als volgt samengesteld: 43,8 procent agrarisch gebruik, 41,7 procent bosgebied, 9,8 procent gebouwen en binnenplaatsen en 4,7 procent verkeer en andere gebieden.
Dissen grenst in het noorden aan Hilter en Melle, in het westen aan Bad Rothenfelde en in het zuiden en oosten aan de steden Versmold en Borgholzhausen in het district Gütersloh in Noord-Rijnland-Westfalen.
De stad bestaat uit de districten Dissen, Aschen, Erpen en Nolle.

## Foto's

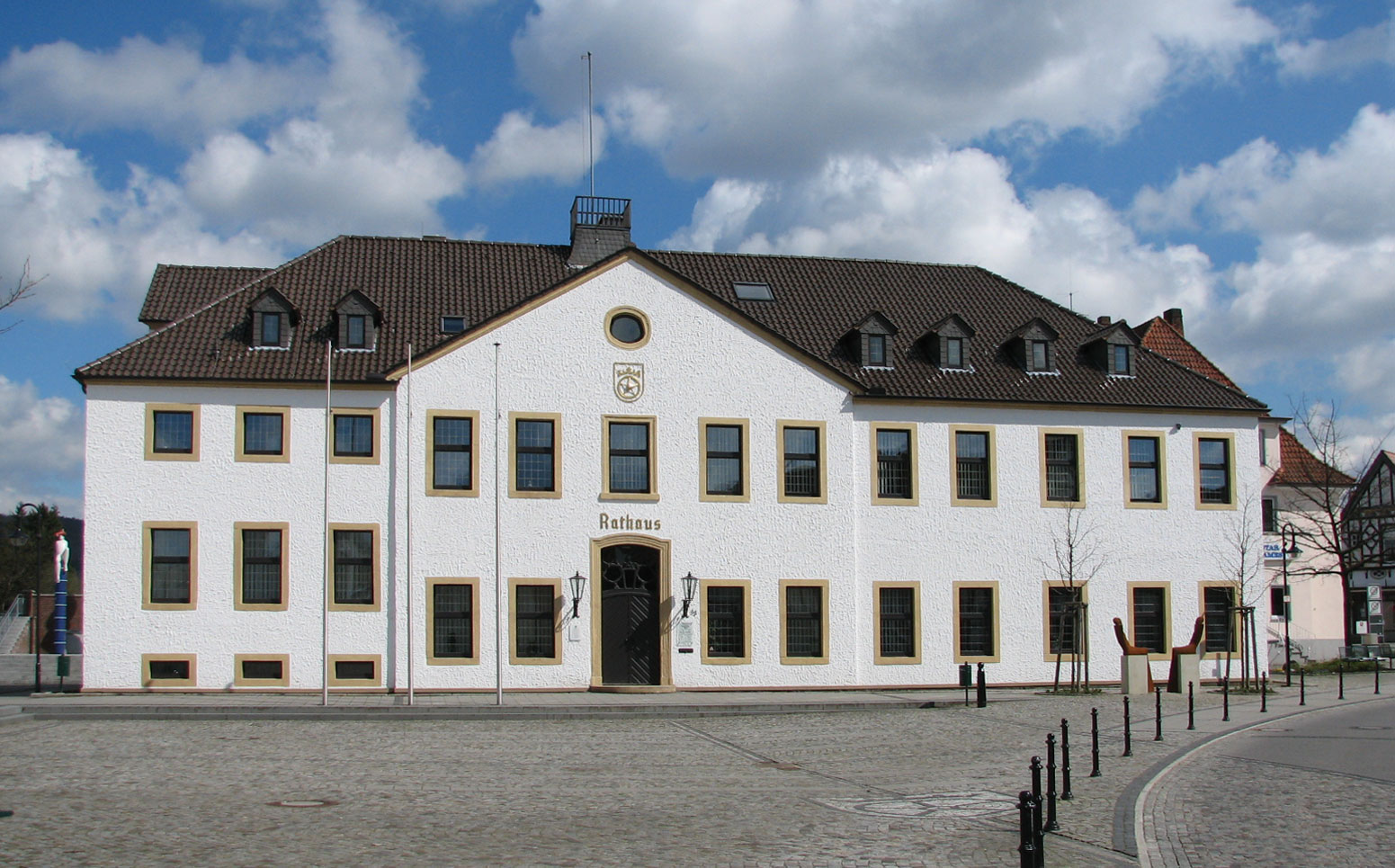
Stadhuis
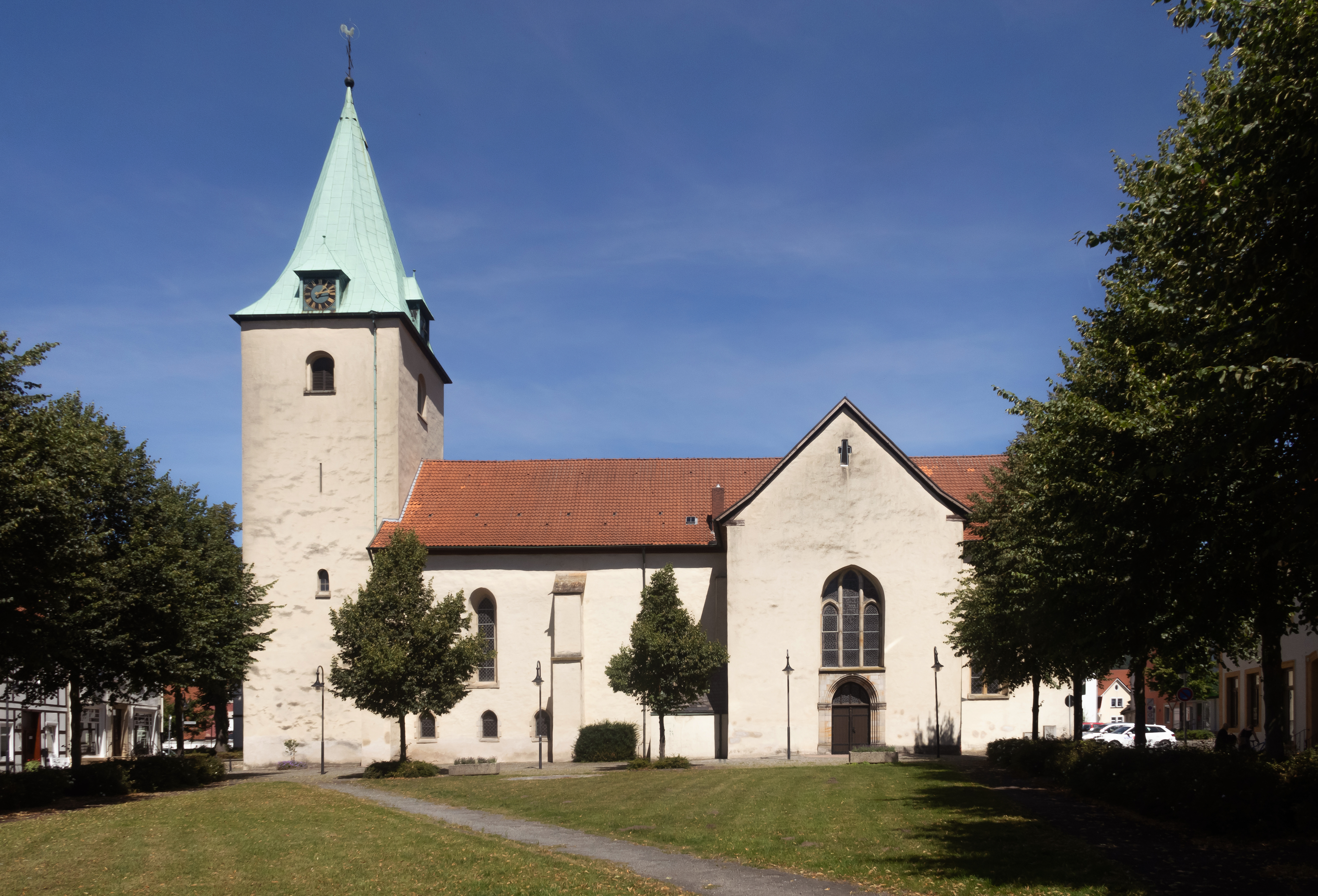
Kerk: de Mauritiuskirche
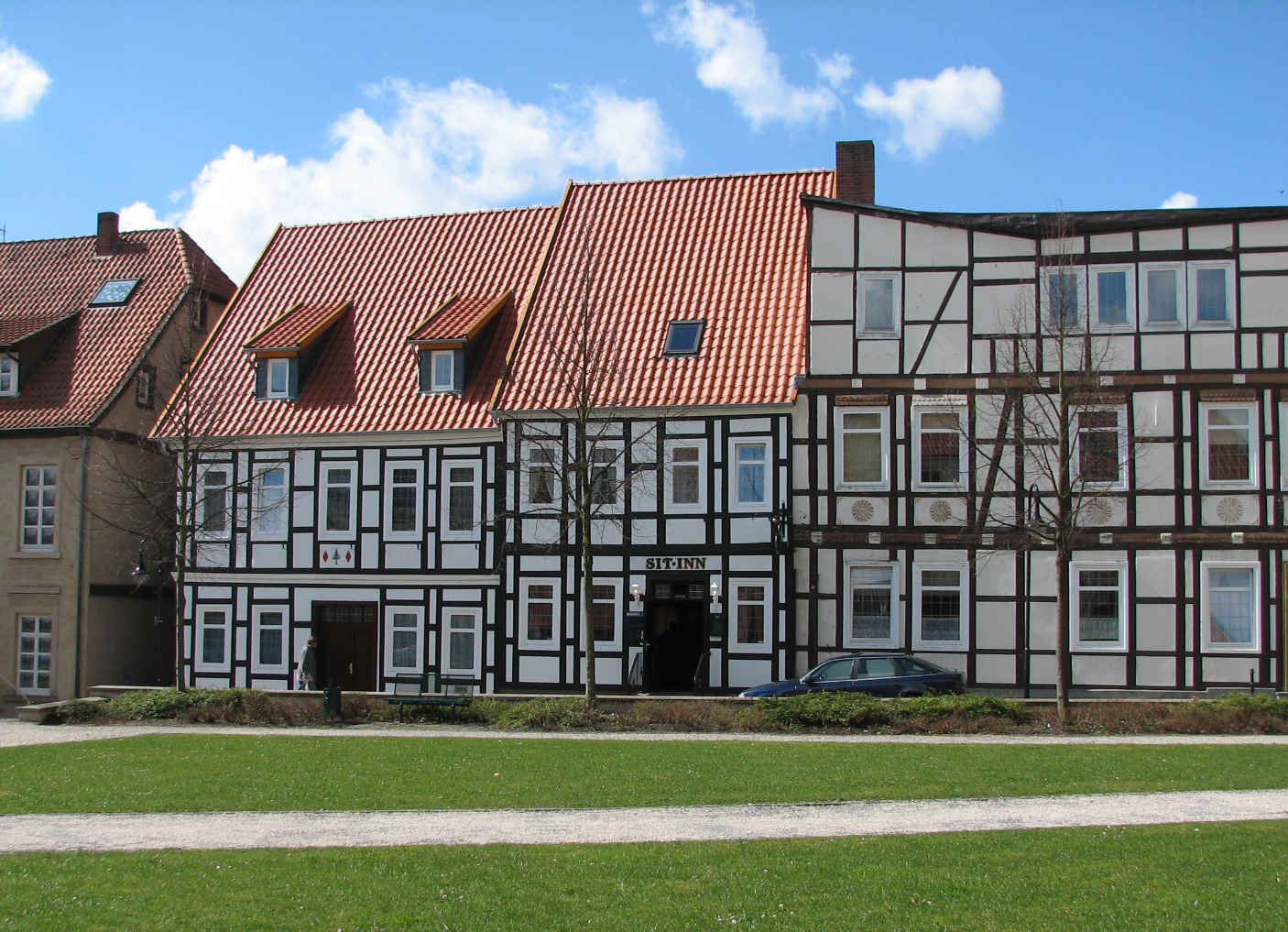
Stadsgezicht
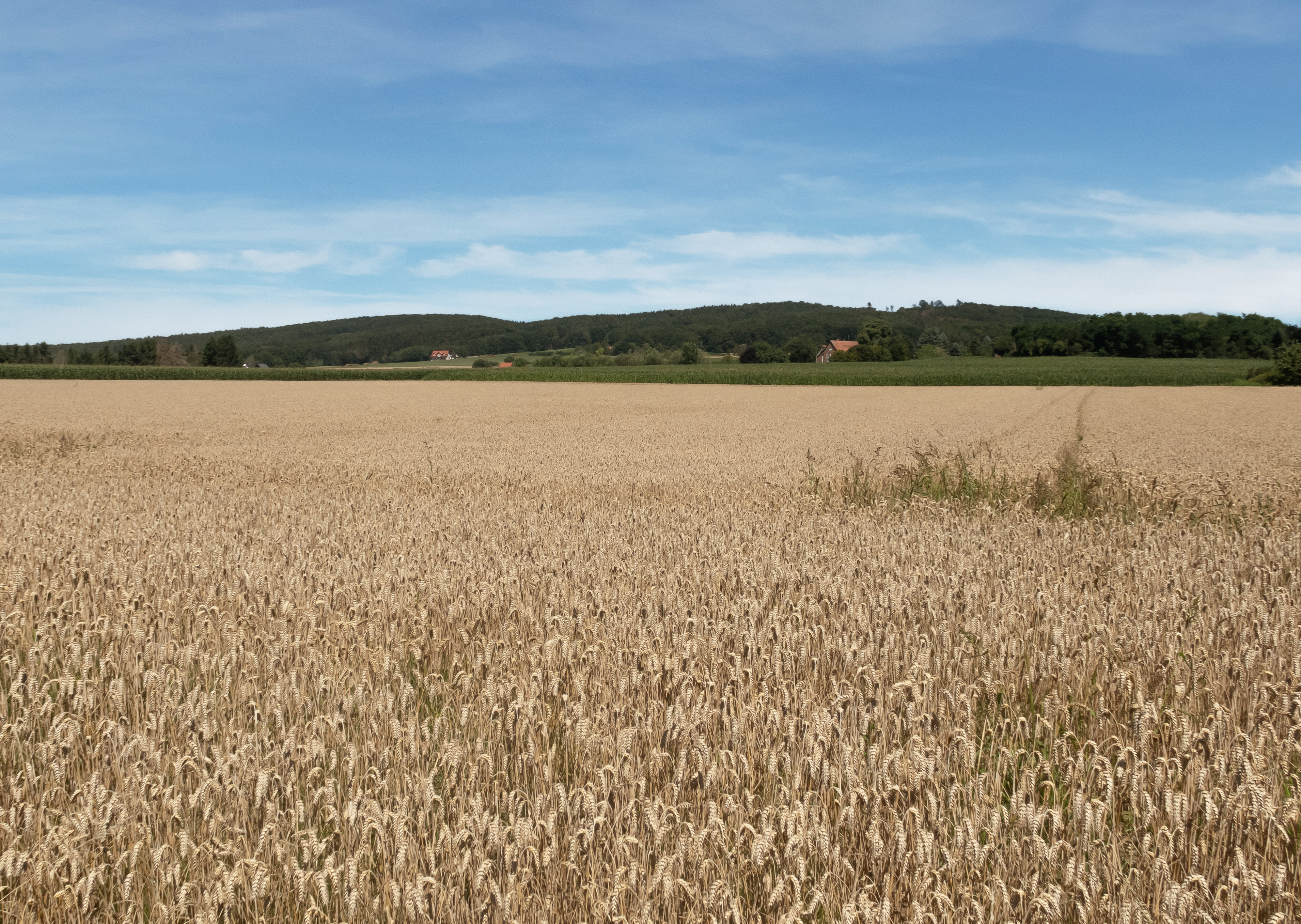
Akker tussen Dissen en Hilter

## Ligging, verkeer, vervoer, economie
De gemeente ligt aan de zuidrand van het Teutoburger Woud. Direct tegen de zuidwestkant van de plaats aan ligt Bad Rothenfelde.
Dissen ligt 5 km ten oosten van Hilter am Teutoburger Wald en 26 km ten noordwesten van Brackwede aan de Bundesstraße B68.
16 km noordoostelijk ligt Melle, waar een aansluiting op de Autobahn is (de A30).
De gemeente heeft een spoorwegstation aan de lijn Osnabrück - Bielefeld v.v., zie: station Dissen-Bad Rothenfelde. Er stoppen alleen stoptreinen.
De gemeente heeft een aantal middelgrote bedrijven in de voedingsmiddelenindustrie binnen haar grenzen; sommige hebben er enkel een kantoor gevestigd. Verder is de landbouw van belang in de gemeente. De ligging bij het Teutoburger Woud brengt ook enig toerisme met zich mee.

## Geschiedenis
Dissen werd voor het eerst genoemd in documenten in 822, toen Lodewijk de Vrome het Meierhof in Dissen aan de bisschop van Osnabrück overdroeg. Sinds wanneer de plaats bestaat, is niet bekend.
In april 1832 verwoestte een grote brand 32 gebouwen, 200 mensen verloren het dak boven hun hoofd..
Op 8 november 1951 ontving Dissen stadsrechten. Op 1 april 1974 was er een gebiedsuitwisseling tussen de stad Dissen en de naburige gemeenschap Bad Rothenfelde, waarbij Dissen iets meer dan 100 inwoners trok, maar ook bijna 600 inwoners verloor. De naam "Dissen am Teutoburger Wald" werd officieel vastgesteld met ingang van 1 januari 1976 door het ministerie van Binnenlandse Zaken van Nedersaksen. Sinds 1 maart 2005 heeft Dissen een fulltime burgemeester. Sinds 26 mei 2019 is Eugen Görlitz (CDU) burgemeester.

### Oorsprong van de plaatsnaam
Oude namen van de plaats zijn 1217, 1284, 1325 (de) Disne, 1223, 1282, 1402, 1412, 1442, 1456/58, 1463, 1556, (na 1605) (de) Dissen, 1225 (in) Dyssene, (ca. 1240) Dissene, 1246 (de) Dissenen, 1271 (de) Dissine, 1279 (in) Dhissene, 1402 Dyssen, 1412 Dyssen, 16e eeuw Dyssen en 1565 Dissenn. Moeilijk, misschien te laag-Duits, wazig in een vorm Disina "mistig, wazig gebied", misschien verwijzend naar het moerasland in Dissener Bach. Of misschien als Desina> Dissen naar Noord-Germaanse anord. van de "hooiberg, ëschober", Noors desja "kleine stapel", die ook in het Engels werd geleend. Dan over Hill Town. Moeilijk op te lossen tot nu toe.

### Bevolkingsontwikkeling
Het volgende overzicht toont de bevolkingsaantallen van de stad Dissen in de respectieve territoriale status en telkens op 31 december. De gegevens uit de jaren 1961 (6 juni) en 1970 (27 mei) zijn de respectieve volkstelling resulteert in de grenzen sinds 1974.
| Jaar | Bevolking |
| ---- | --------- |
| 1961 | 6962      |
| 1970 | 7433      |
| 1987 | 8060      |
| 1990 | 8401      |
| 1995 | 9010      |
| 2000 | 9222      |
| 2005 | 9322      |
| 2008 | 9353      |
| 2010 | 9271      |
| 2011 | 9396      |
| 2012 | 9374      |
| 2014 | 9270      |
| 2015 | 9390      |
| 2017 | 9689      |
| 2018 | 9882      |

## Politiek
Gemeenteraad
De volgende tabel toont de gemeentelijke verkiezingsresultaten sinds 1996.
| 1996–2001 | 37,9 | 9  | 46,2 | 11 | 2,8 | 1 | 5,6 | 1 | 7,5  | 1 | 100 | 23 | 64,5 |
| 2001–2006 | 45,3 | 12 | 42,6 | 11 | 2,4 | 0 | 3,6 | 0 | 6,1  | 2 | 100 | 25 | 58,6 |
| 2006–2011 | 45,9 | 10 | 40,1 | 9  | 4,1 | 1 | 4,8 | 1 | 5,1  | 1 | 100 | 22 | 48,7 |
| 2011–2016 | 40,9 | 9  | 39,4 | 9  | 7,2 | 1 | 3,0 | 1 | 9,5  | 2 | 100 | 22 | 50,1 |
| 2016–2021 | 45,3 | 10 | 25,7 | 5  | 7,7 | 2 | –   | – | 21,3 | 5 | 100 | 22 | 49,6 |
| Percentages afgerond. Informatie: Landesbetrieb für Statistik und Kommunikationstechnologie Niedersachsen, Landkreis Osnabrück. |      |    |      |    |     |   |     |   |      |   |     |    |      |

Burgemeester
- Georg Majerski (2005-2011)
- Hartmut Nümann (2011-2019)
- Eugen Görlitz  (2019-    )

### Wapen
Wapen: In groen onder een gouden bladkroon een vijfspaaks gouden wiel.

### Stedenbanden
- Dissen-Striesow, Landkreis Spree-Neiße, Brandenburg
- Gudensberg, Schwalm-Eder-Kreis, Hesse
- Thum, Erzgebirgskreis, Saksen

- Gemeinsame Normdatei: 4091050-7
- Library of Congress Control Number: n93004325
- MusicBrainz: 0c323b63-bcac-48dd-aa92-ff59631cf57e
- Nationale Bibliotheek van Israël: 987007535300805171
- Virtual International Authority File: 131998844
- WorldCat: E39PBJpv3M6JWDbXd4FK7WKDbd

Alfhausen · 
Ankum · 
Bad Essen · 
Bad Iburg · 
Bad Laer · 
Bad Rothenfelde · 
Badbergen · 
Belm · 
Berge · 
Bersenbrück · 
Bippen · 
Bissendorf · 
Bohmte · 
Bramsche · 
Dissen am Teutoburger Wald · 
Eggermühlen · 
Fürstenau · 
Gehrde · 
Georgsmarienhütte · 
Glandorf · 
Hagen am Teutoburger Wald · 
Hasbergen · 
Hilter am Teutoburger Wald · 
Kettenkamp · 
Melle · 
Menslage · 
Merzen · 
Neuenkirchen · 
Nortrup · 
Ostercappeln · 
Quakenbrück · 
Rieste · 
Voltlage · 
Wallenhorst